# Grabowiec (osada w powiecie braniewskim)
Grabowiec – osada w Polsce, położona w województwie warmińsko-mazurskim, w powiecie braniewskim, w gminie Lelkowo.
W latach 1975–1998 miejscowość administracyjnie należała do województwa elbląskiego.